# Museo Comtadin-Duplessis
Il Museo Comtadin-Duplessis è un Museo comunale della città di Carpentras, classificato "Museo di Francia". Contiene collezioni di arte figurative, pitture e sculture, e documentazioni sulla storia del Contado Venassino. Attualmente le collezioni del Museo sono quasi interamente trasferite nella nuova sede, l'Hôtel-Dieu di Carpentras. Il completamento del progetto di trasferimento avverrà nel 2020.

Il museo è anche noto perché, oltre le tante opere celebri, esso conserva il quadro Gamines (1890), capolavoro della pittrice impressionista Louise Catherine Breslau, acquistato dallo Stato nel 1893 su iniziativa di Pierre Puvis de Chavannes, a quel tempo presidente della "Société nationale des beaux-arts".

## Storia
Il Museo Comtadin-Duplessis dipende dalla Biblioteca Inguimbertina. All'origine, le collezioni archeologiche, pittoriche, grafiche e scientifiche messe insieme da Joseph-Dominique d'Inguimbert (1683-1757) venivano presentate nelle sale della biblioteca, come attesta un documento descrittivo del 1757, conservato negli archivi dipartimentali di Vaucluse. Durante il trasferimento della biblioteca nel palazzo d'Allemand nel 1847, tali collezioni continuarono ad essere affiancate al patrimonio librario. Fu nel 1888 che, grazie al finanziamento privato di Antoine Eysséric e di Casimir Pascal, venne inaugurato un nuovo edificio parallelo alla biblioteca. Tale costruzione, realizzata dall'architetto Jean Camille Formigé (1845-1926) sul modello dei musei parigini, accolse al primo piano le collezioni di belle arti, mentre il piano terra venne destinato alla scuola comunale di disegno. Il complesso prese il nome di "Museo Duplessis", in omaggio al pittore Joseph Duplessis, nativo di Carpentras. Nel 1913, sull'esempio del "Museon Arlaten" di Frédéric Mistral, venne fondato il "Museon Countadin" o "Museo Comtadin" che presentava le collezioni d'arte e di tradizioni popolari del Contado Venassino. Esso occupò le sale del piano terra dell'edificio che in precedenza appartenevano alla scuola comunale di disegno, che venne trasferita.

## Collezioni

### Le collezioni di belle arti
Le collezioni di belle arti del museo comprendono diverse scuole di pittura. Elenco parziale delle opere più significative:
- Opere dei Primitivi provenzali:
  - Nicolas Dipre, La Rencontre à la Porte Dorée (olio su legno 1499-1500)
  - Anonimo, Adoration des Mages (olio su legno, proveniente dalla cattedrale di Saint-Siffrein)
- Opere di scuola italiana: 
  - Pietro da Cortona (atelier), Santa Dafrosa
  - Corrado Giaquinto, Assomption de la Vierge
  - Francesco Zuccarelli, Repos au bord d'un ruisseau
  - Francesco Fieravino detto il Maltese, Figure d'un moine grec
- Opere delle scuole nordiche:
  - Pieter Boel, Têtes d'oies et de canards
  - Egbert van der Poel, Devant la ferme
  - Roelandt Savery, L'arche de Noé
  - Frans Snyders, La Poissonnerie
  - Lucas Van Uden, Paysage d'été, la fenaison
  - David Teniers le Jeune (scuola di), Deux Buveurs jouant aux dés, Un Buveur avec une femme lui allumant sa pipe
- Opere di scuola francese: 
  - Hyacinthe Rigaud (atelier), Portrait de l'abbé de Rancé
  - Charles Van Loo (attribuito), Portrait de Joseph Fornery
  - Pierre Parrocel, La Conception (attribuio), Cardinal Aldobrandini, Cardinal de Tencin, Cardinal Laurent Corsini (futur Clément XII)
  - Étienne Parrocel, Vierge à l'Enfant
  - Joseph Vernet, Clair de lune (1753), Incendie nocturne, Le Calme (c.1735), La Tempête (c.1735)
  - Joseph Duplessis, Le cénacle, Sacrifice à Pan, Portrait de Madame de Saint-Paulet, Portrait de Joseph Péru (c.1795), Portrait de l'abbé Arnaud (c.1764), Autoportrait (1780), Portrait de Gabriel Raymond d'Olivier Durouret (1774), Saint Pierre en extase (1774).
  - Jean-Joseph-Xavier Bidauld, Scène de la vie italienne : le Saint Sacrement porté aux malades, Carpentras, côté nord (1809), Vue du couvent de Grotta Ferrata et de ses environs à cinq lieues de Rome (1844), Beaumes-de-Venise, Paysage d'Italie (1839), L'aqueduc de Carpentras.
  - Lancelot Théodore Turpin de Crissé, Apollon chassé du ciel enseigne la musique aux bergers (1824)
  - Félix-Hippolyte Lanoüe, Vue des gorges de Sassenage
  - Jean-Joseph Laurens
  - Jules Laurens, Ulysse et Nausicaa (1845), L'Aqueduc de Carpentras et le Mont Ventoux (1840-1850), Le mont Ventoux (effet du matin), vu de Carpentras à Bédoin au-dessus de Saint-Pierre-de-Vassols, Portrait de Vély Beck, Les ruines du palais d'Aschraff, Dans la campagne de Trébizonde
  - Jules Didier, Jules Laurens en manteau syrien (1854), Jules Laurens peignant l'Euphrate (1857)
  - Louis Desmarest, Portrait de Jules Laurens
  - Évariste de Valernes, La convalescente (1868), Les Provençales (c.1890)
  - Joseph Eysséric, Le Soleil de Minuit en Norvège (1892)
  - Henri Bouchet-Doumenq, Rêveuse
  - Jean-Joseph Bellel, La Fuite en Egypte (1855)
  - Paul Saïn, Une Vesprée d'Avignon, Portrait de Joseph Eysséric, Le Chemin de la corniche à Villeneuve-les-Avignon, En Provence, Berger en prière à Sainte-Garde
  - Félix Durbesson, Le Petit Cireur (1884), Autoportrait.
  - Louis Agricol Montagné, Avignon soleil couchant
  - Clément Brun
  - Denis Bonnet, Monseigneur d'Inguimbert, Copie d'après La Vierge au silence par Carrache, Carpentras en 1804, François Vincent Raspail à l'école de Monsieur Dutrain, Marché aux cochons.
  - Marius Breuil
  - Louise Catherine Breslau, Gamines (1890)
  - Ada Cabane, Farniente
  - Némorin Cabane, Dans la Crau
  - Louis Henri Bonneton, Pont du château, bords de l'Allier (1904)
  - Auguste Truphème, À l'École
  - Robert Génicot, Copie d'après le portrait de Voyer de Paulmy d'Argenson par Hyacinthe Rigaud
  - Paul Surtel
  - Ibrahim Shahda
  - Pierre de Champeville
- Sculture francesi : Jacques Bernus, Henri Allouard
- Pitture orientali
- Quadri dell'arte qajar[3]

### Le collezioni etnografiche
La sala presenta le donazioni del Monte di Pietà di Carpentras, gli ex-voto della Cappella Notre-Dame-de-Santé di Carpentras, antiche cuffie in uso nel contado, presepi e  "santons", manufatti artigianali locali (richiami per uccelli della ditta Raymond, sonagli della fabbrica Simon, chiavi).